# 84. Infanterie-Division (Deutsches Kaiserreich)
Die 84. Infanterie-Division war ein Großverband der Preußischen Armee im Ersten Weltkrieg.

## Geschichte
Die Division wurde nach Ausbruch des Ersten Weltkriegs aus Einheiten der Festung Posen gebildet und war bis Ende Dezember 1917 an der Ostfront im Einsatz. Dann erfolgte die Verlegung in den Westen, wo sie sich bis Kriegsende an den dortigen Kämpfen beteiligte. Nach dem Waffenstillstand marschierten die Reste der Division in die Heimat zurück, wo der Großverband demobilisiert und schließlich im Februar 1919 aufgelöst wurde.

### Gefechtskalender

#### 1914
- 16. November bis 15. Dezember – Schlacht um Łódź
- ab 18. Dezember – Schlacht bei Rawka-Bzura

#### 1915
- bis 14. Juni – Schlacht bei Rawka-Bzura
- 17. Juli bis 5. August – Kämpfe um Warschau
- 08. bis 18. August – Verfolgungskämpfe zwischen Weichsel und Bug
- 19. bis 24. August – Schlacht an der Pulwa-Nurzec
- 25. bis 31. August – Verfolgungskämpfe an der Bialowieska-Puszcza
- 01. bis 12. September – Kämpfe an der Jasiolda und an der Zelwianka
- 13. bis 18. September – Schlacht bei Slonim
- ab 19. September – Kämpfe an der oberen Schtschara-Serwetsch

#### 1916
- bis 30. Juli – Kämpfe an der oberen Schtschara-Serwetsch
- ab 30. Juli – Stellungskämpfe an der Beresina, Olschanka und Krewljanka

#### 1917
- bis 30. Juni – Stellungskämpfe an der Beresina, Olschanka und Krewljanka
- 01. Juli bis 11. September – Stellungskämpfe am Serwetsch, Njemen, an der Beresina, Olschanka und Krewljanka
  - 19. bis 27. Juli – Abwehrschlacht Smorgon-Krewo (Teile der Division)
- 12. September bis 14. Dezember – Stellungskämpfe an der oberen Schtschara-Serwetsch-Njemen
- 15. bis 17. Dezember – Waffenruhe
- 17. bis 27. Dezember – Waffenstillstand
- ab 28. Dezember – Reserve der OHL und Transport nach dem Westen

#### 1918
- bis 2. Januar – Reserve der OHL und Transport nach dem Westen
- 03. Januar bis 15. Mai – Stellungskämpfe vor Verdun
- 15. Mai bis 8. Juni – Kämpfe an der Avre und bei Montdidier und Noyon
- 09. Juni bis 7. August – Kämpfe an der Avre und an der Matz
  - 9. bis 13. Juni – Schlacht bei Noyon
- 08. August bis 3. September – Abwehrschlacht zwischen Somme und Oise
  - 12. bis 20. August – Kämpfe auf den Waldbergen nördlich der Matz
  - 29. August bis 3. September – Schlacht in den Waldbergen östlich Noyon
- 04. bis 18. September – Kämpfe vor der Siegfriedfront
- 19. September bis 9. Oktober – Abwehrschlacht zwischen Cambrai und St. Quentin
- 10. bis 17. Oktober – Kämpfe vor und in der Hermannstellung
- 17. Oktober – Kämpfe zwischen Oise und Serre
- 18. Oktober bis 4. November – Kämpfe in der Hundingstellung
- 05. bis 11. November – Rückzugskämpfe vor der Antwerpen-Maas-Stellung
- ab 12. November – Räumung des besetzten Gebietes und Marsch in die Heimat

## Gliederung

### Kriegsgliederung vom 2. Juni 1916
- 167. Infanterie-Brigade
  - Infanterie-Regiment Nr. 333
  - Infanterie-Regiment Nr. 334
- 168. Infanterie-Brigade
  - Infanterie-Regiment Nr. 335
  - Infanterie-Regiment Nr. 336
  - Kavallerie-Regiment Nr. 84
- Stab/Reserve-Fußartillerie-Regiment Nr. 6
  - 3. Ersatz-Abteilung/1. Posensches Feldartillerie-Regiment Nr. 20
  - 6. Batterie/Reserve-Fußartillerie-Regiment Nr. 5
  - 4. Reserve-Fußartillerie-Batterie Nr. 26
- Landwehr-Pionier-Kompanie/XII. (I. Königlich Sächsisches) Armee-Korps

### Kriegsgliederung vom 3. November 1918
- 168. Infanterie-Brigade
  - Infanterie-Regiment Nr. 335
  - Infanterie-Regiment Nr. 336
  - Infanterie-Regiment Nr. 423
  - 3. Eskadron/2. Hannoversches Dragoner-Regiment Nr. 16
- Artillerie-Kommandeur Nr. 54
  - Feldartillerie-Regiment Nr. 248
  - III. Bataillon/Fußartillerie-Regiment Nr. 25
- Pionier-Bataillon Nr. 84
- Divisions-Nachrichten-Kommandeur Nr. 84

## Kommandeure
| Dienstgrad      | Name             | Datum                                                          |
| --------------- | ---------------- | -------------------------------------------------------------- |
| Generalleutnant | Kurt von Kehler  | 25. Juni 1915 bis 9. August 1916                               |
| Generalmajor    | Max von Hake     | 10. August bis 13. September 1916 (mit der Führung beauftragt) |
| Generalleutnant | Kurt von Kehler  | 14. September 1916 bis 25. März 1917                           |
| Generalmajor    | Ernst von Reuter | 26. März 1917 bis 20. Juni 1918                                |
| Generalmajor    | Walter Leu       | 21. Juni 1918 bis 15. Februar 1919                             |